# 高都遗址
高都遗址，位于山西省晋城市泽州县城东北21公里的高都镇保伏村北寨上附近，是中华人民共和国山西省文物保护单位之一。
1965年5月24日，授予山西省文物保护单位，是一座古遗址。